# Josip Babić
Fra Josip Babić (Dobra Voda, 1729. – Visovac, 1. lipnja 1816.), hrvatski franjevac.
Dva puta gvardijan Visovačkog franjevačkog samostana (1787. – 1789. i 1800. – 1803.). Bio je kapelan Drniša (1776.), župnik Graca kod Drniša (1782. – 1783.), Miljevaca (1789. – 1790.), Lišana (1791. – 1792. i 1795. – 1800.) i definitor (1794. – 1797.).

## Internacija kanonika Pavlovića
Bio je gvardijan na Visovcu kad su austrijske vlasti dovele kanonika Pavlovića iz Makarske u internaciju (1. siječnja 1803.). Budući da je, prema sudu vlasti, blago postupao s Pavlovićem, morao je poći s Visovca u Split, a za gvardijana na Visovac je došao fra Frano Ćurković. Nakon poraza Austrije kod Austerlitza (2. prosinca 1805.), Dalmacija je pripala Francuzima i Pavlović je pušten na slobodu (16. siječnja 1806.).
| „ | Neugodna anegdota u povijesti ovoga samostana bila je višegodišnja konfinacija učenoga kanonika iz Makarske Ivana Josipa Pavlovića Lučića sumnjivog zbog njegova frankofilstva. Pavlović se nije mirio svojom prognaničkom sudbinom u samostanu kojega je napustio 1806. godine. Prisiljen je bio stanovati s fratrima, protivnicima "bezbožnih" Francuza. Režim života na Visovcu prognanog kanonika Pavlovića, što mu ga je odredila austrijska vlast, nimalo nije bio lak (osobni boravak bez pera i papira, kontrola knjiga, šetnja po otoku uz pratnju dvojice redovnika i dr.), tako da su to uviđali i fratri i tražili olakšice, ali uzalud. Tako su fra Josip Babić i fra Karlo Marojević – Aralica morali napustiti Visovac jer su se zauzimali za slobodoumnog Pavlovića. Kada su Francuzi okupirali Dalmaciju, civilni upravitelj Vicko Dandolo pohvalio je Pavlovića, ali mu nije puno pomogao. | ” |
|   | |   |

Zaslužan je za samostan zbog tolikih dobročinstava učinjenih samostanu ("ob tota beneficia praestita conventui"). Pokopan je u crkvi pred malim Gospinim oltarom.